# Sponge Cola
Sponge Cola (también es escribe juntamente como Spongecola), es una banda de género pop rock filipina, formada en Ciudad Quezón en 2002. Entre sus canciones más conocidas son Bitiw, Tambay, Kay Tagal Kitang Hinintay, "XGF" y entre otros de sus éxitos.
La banda está formada al principio por el baterista Chris Cantada, quien tuvo que retirarse por problemas de salud. Wendell García, ingresó a la banda luego de haber integrado a otras bandas musicales anteriores como Arch1pelago y Pupil. Ted Mark "Tmac" Cruz, quien es el nuevo baterista, ha formado parte de otras bandas musicales como Happy Meals y The Out of Body, quien reemplazó a Chris Cantada. A finales de 2009, Cruz fue confirmado para formar de manera permanente parte de la banda. Chris Cantada con el paso del tiempo, inició su carrera musical en solitario a partir de 2011, el lanzó su nuevo álbum debut titulado "Heartbeat". Su álbum fue  coproducido por Yael Yuzon.

## Carrera
Entre 1998 y 2002, Ysmael "Yael" Yuzon y Reynaldo "Gosh" Dilay (ambos estudiantes del Ateneo de Manila High School) se reunieron en un teatro de su escuela llamado "Teatro Baguntao". Yuzon decidió formar una banda con Dilay y otros dos integrantes más, de dicho teatro. Al principio se llamó "Sponge" y luego cambiaron por "R.S. Surtees Mr. Sponge Sporting Tour".  Como grupo fueron ganadores de varios concursos de canto, durante la escuela secundaria tras impulsar su popularidad en universidades y en otros centros educativos.
Después de un par de cambios, el baterista Christopher "Chris" Cantada y Rampqueen, guitarrista de "Erwin "Armo" Armovit", ambos se unieron a la banda de forma permanente. Más adelante, escucharon a una banda llamada "Detroit grunge", aunque ya bajo el nombre de "Sponge Cola". Aunque decidieron mantener el nombre de "Sponge", porque la gente ya los habían conocido así, pues ellos decidieron añadir la palabra "Cola". Palabra que les fueron muy fácil de recordar, según Yuzon. Así nació Sponge Cola, oficialmente en verano de 2003.

## Integrantes
- Yael Yuzon – Guitarrista y vocalista
- Gosh Dilay – Bajo y guitarra
- Armo Armovit – Guitarra rítmica
- Tmac Cruz – Baterías y coros

### Antiguos integrantes
- Chris Cantada – Bajo, baterías y coros

## Discografía

### Álbumes
- 2004 – Palabas
- 2005 – Palabas w/ Romeo and Juliet Experience (Repackage)
- 2006 – Transit
- 2007 – Transit Deluxe (Repackage)
- 2008 – Sponge Cola
- 2009 – Sponge Cola (Repackage)
- 2011 – Araw Oras Tagpuan

### EP
- 2003 – Spongecola EP
- 2011 – Tambay EP
- 2012 – District EP

## Premios

### Reconocimientos
NU 107 Rock Awards:
- 2004: Rising Sun award
- 2005: Male Rock Icon of The Year - Yael Yuzon

RX 93.1
- 2004: Independent Artist of the Year

99.5 RT
- 2004: Song of the Year - "KLSP"

ASAP Pop Viewer's Choice:
- 2006: Pop Band of The Year
- 2007: Pop Band of The Year
- 2008: Pop Band of The Year
- 2009: Best Performance in a Music Video for "Di Na Mababawi"

MYX Music Awards:
- 2006: Favorite Rock Video - "KLSP"
- 2007: Favorite Rock Video - "Bitiw"
- 2007: Favorite Artist
- 2007: Favorite Group
- 2007: Favorite Song - "Bitiw"
- 2008: Favorite Media Soundtrack - "Tuloy Pa Rin"
- 2008: Favorite Group
- 2008: Favorite Music Video - "Tuliro"
- 2008 Favorite Media Soundtrack: "Tuloy Pa Rin"
- 2010 Favorite Group
- 2012 Favorite Mellow Video - “Kay Tagal Kitang Hinintay”

1ST OPM Songhits Awards 2007
- Best Male Vocalist- Yael Yuzon
- Pinoy Magazine Brand Award

40th Box Office Entertainment Awards
- 2009 Most Popular Recording Group

4th PMPC Star Awards for Music
- 2012 Album of the Year - “Araw Oras Tagpuan”
- 2012 Male Rock Artist of the Year

44th Box Office Entertainment Awards 2013 (Guillermo Mendoza Awards for 2012)
- Most Popular Recording/Performing Group

### Nominaciones
MYX Music Awards:
- 2006: Favorite Music Video - "Gemini"
- 2006: Favorite Song - "Gemini"
- 2006: Favorite Rock Video - KLSP
- 2006: Favorite New Artist
- 2007: Favorite Music Video - "Bitiw"
- 2007: Favorite Remake - "Nakapagtataka"
- 2007: Favorite Song - "Bitiw"
- 2007: Favorite Rock Video - "Bitiw"
- 2007: Favorite Artist
- 2007: Favorite Group
- 2008: Favorite Music Video - "Tuliro" by Treb Monteras II
- 2008: Favorite Group
- 2008: Favorite Media Soundtrack - "Tuloy Pa Rin" - Pedro Penduko at ang mga Engkantao
- 2012: Favorite Song - "XGF"

MTV Pilipinas Video Music Awards:
- 2006: Favorite New Artist in a Video: - "Una"

NU 107 Rock Awards:
- 2006: Music Video of The Year - "Bitiw"
- 2007: Drummer of the Year - Chris Cantada
- 2008: Song of the Year - "Pasubali"

SOP Pasiklaband:
- 2006: Best Rock Song - "Jeepney"
- 2006: Best Revival - "Pare Ko"

SOP Music Awards:
- 2006: Revival '06 - "Pare Ko"

AWIT Awards
- 2006: Music Video of the Year - "Gemini"
- 2007: Best Performance by a Group
- 2007: Album of the Year - "Transit"
- 2007: Best Selling Album of the Year - "Transit"
- 2007: Best Album Packaging - "Transit"
- 2007: Music Video of the Year - "Bitiw"
- 2012: Favorite Performance by a Group
- 2012: Song of the Year
- 2012: Album of the Year
- 2012: Best Rock/Alternative Recording

### Compilaciones
- Super Size Rock (Warner Music Philippines, 2003)
- Tunog Acoustic 3 (Warner Music Philippines, 2004)
- Ultraelectromagneticjam!: The Music Of The Eraserheads - "Pare Ko" (Sony BMG Music Philippines, 2005)
- Kami nAPO muna - "Nakapagtataka" (Universal Records, 2006)
- Super! The Biggest Opm Hits Of The Year  (Universal Records, 2006)
- Pinoy Biggie Hits Vol. 2 (Star Records, 2006)
- Kami nAPO muna ulit - "Saan Na Nga Ba Ang Barkada" (Universal Records, 2007)
- Level Up! The Album - "Intercept" (Star Records, 2007)
- Palabas: Best of OPM TV Themes (Universal Records, 2007)
- Astig...The Biggest Band Hits (Universal Records, 2008)

### Singles
- Lunes
- Crazy For You (Grabación Bootlegged)
- KLSP
- Géminis
- Jeepney
- Una
- Nakapagtataka (Original por APO Hiking Society)
- Pare Ko (Original por Eraserheads)
- Bitiw
- Tuliro
- Tuloy Pa Rin
- Saan Na Nga Ba'ng Barkada (Original por APO Hiking Society)
- Película
- Pasubali
- Puso
- Ayt!
- Di Na Mababawi
- Wala Kang Katulad
- Makapiling Ka
- Tambay
- Regal
- Kay Tagal Kitang Hinintay
- Stargazer
- Ella quiere que usted
- Araw Oras Tagpuan
- XGF (Featuring Chito Miranda y Los Magnos)
- Mahaba Pa Ang Gabi
- Escoja su veneno